# Малгожата Німірська
Малґожата Нємірска, точніше Малґожата Вішьнєвска-Нємірска (англ. Małgorzata Wiśniewska-Niemirska), (нар.16 червня 1947) — польська акторка театру та кіно.

## Біографія

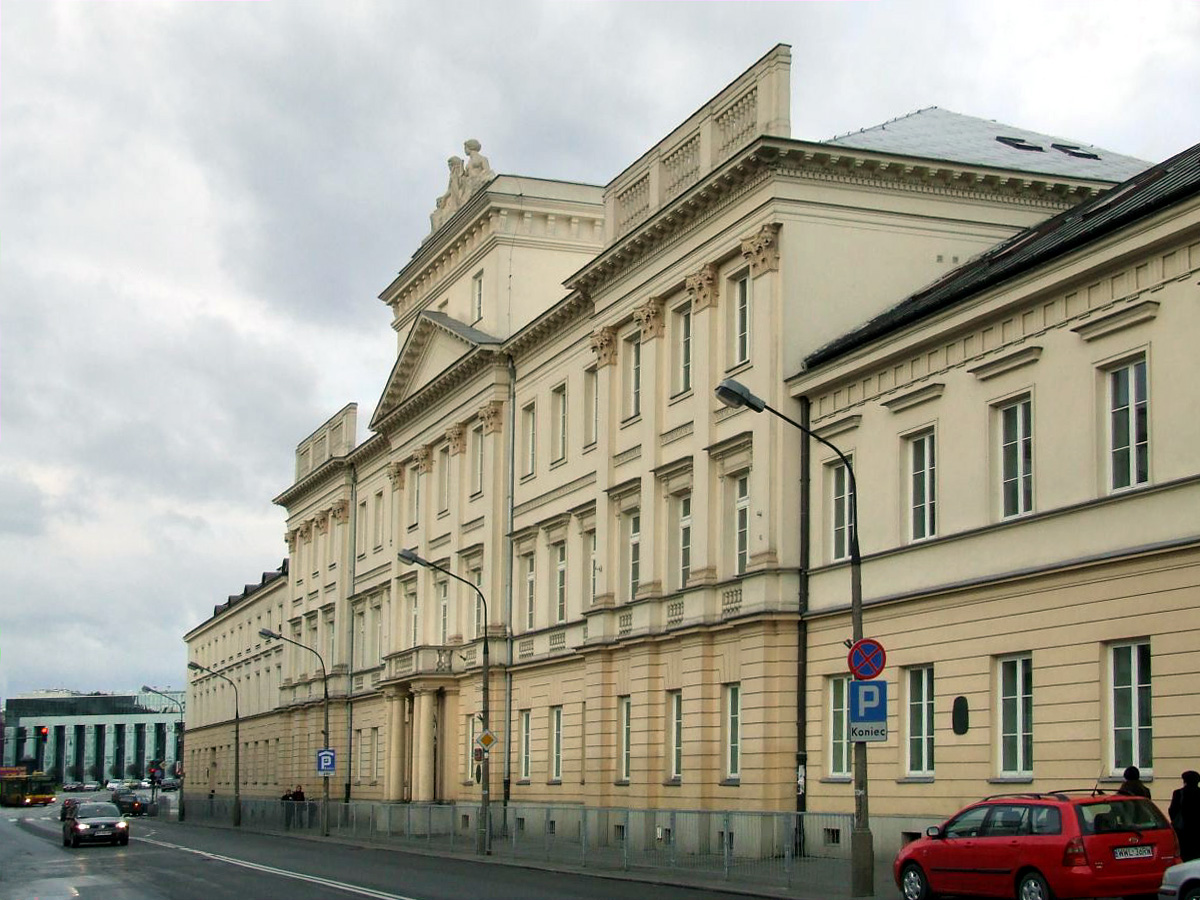
Академія театрального мистецтва, яку закінчувала Малгожата

Малґожата Вішьнєвска-Нємірска народилася 16 червня 1947 року у Варшаві.
У її батьків вже була старша донька Єва. Малґожата вступила до Академії театрального мистецтва імені Александра Зельверовича, яку закінчила у 1969 році. Ще до закінчення навчання їй запропонували роль польської радистки Лідки Вишневської, закоханої в бравого солдата Янека, в багатосерійному телевізійному фільмі «Чотири танкісти і пес». Ця роль принесла їй відомість як на батьківщині, так і в колишньому Радянському Союзі, де фільм показували  починаючи з 1970 року. Також Малґожата закінчила музичну школу. Від 1969 по 1982 рік була акторкою Драматичного театру у Варшаві. Потім дванадцять років пропрацювала у театрі Студіо. Після 1994 знову повернулася на старе місце роботи. 
У 21 столітті знімається переважно у серіалах.
Була одружена із Мареком Вальчевскім до його смерті в 2009 році.

## Вибрана фільмографія
- 1965 — Закоханий пінгвін — Юліта
- 1966 — Чотири танкісти і пес — Лідка Вишневська
- 1968 —  Подорож у невідомість — Йолька
- 1980 — Зустріч в Атлантиці — Ірена
- 1982 — Околиці спокійного моря — акторка Тереза
- 1991 — Сейшели — Рена Гольц
- 1990 — Кінець — Здіслава
- 1996 — Молоді вовки — дружина Кучарського
- 2000 — Я дивлюся на Вас, Марусю — матір Майкла

## Відзнаки
- Хрест Заслуги (1979)
- Відзнака ім. Янка Красицького.